# アルベルト・チゾーラ
アルベルト・チゾーラ（Alberto Cisolla, 1977年10月10日 - ）は、イタリアの元男子バレーボール選手。トレヴィーゾ出身。元イタリア代表。

## 来歴
12歳でバレーボールを始める。地元であるセリエA・シスレー・トレヴィーゾのユースチームからの生え抜きの選手で、1996年の入団以降、クラブのリーグ優勝7回は歴代所属選手の中で最多を誇る。2009年、13年間プレーしたトレヴィーゾを離れ、マチェラータへ移籍した。
2000年11月29日、トレントで行われた試合でイタリア代表デビューを飾る。イタリアの厚い選手層の中で長らくレギュラーポジションに就けずにいたが、2004年アテネオリンピック後、アンドレア・ジャーニ、サムエル・パピらベテランが退いた新生ナショナルチームでレギュラーを獲得し、2005年欧州選手権でチームの優勝に貢献するとともに、MVPを獲得した。
2007年、ナショナルチームのキャプテンとして、2008年北京オリンピックに出場した。

## 球歴
ナショナルチーム代表歴
- オリンピック - 2004年（銀メダル）、2008年（4位）
- ワールドカップ - 2003年（銀メダル）
- ワールドグランドチャンピオンズカップ - 2005年（3位）
- ワールドリーグ - 2001年、2004年（準優勝）、2003年（3位）
- 欧州選手権 - 2005年（優勝）

クラブチーム優勝歴
- セリエA1 - 1998年、1999年、2001年、2003年、2004年、2005年、2007年
- コッパ・イタリア - 2000年、2004年、2005年、2007年
- イタリア・スーパーカップ - 1998年、2000年、2001年、2003年、2004年、2005年
- CEVカップ - 1998年、2003年
- 欧州チャンピオンズリーグ - 1999年、2000年、2006年
- 欧州スーパーカップ - 1999年

## 所属クラブ
- シスレー・トレヴィーゾ（1996-2009年）
- ルーベ・マチェラータ（2009-2010年）
- Mローマ・バレー（2010-2012年）
- トップ・ラティーナ（2012-2013年）
- アル・ムハッラクSC（2013年）
- カッリポ・ヴィボ・ヴァレンツィア（2013-2014年）
- パッラヴォーロ・インパーヴィダ・オルトーナ（2014-2015年）
- Gruppo Consoli McDonald's Brescia（2015-2022年）